# Південь штату Еспіриту-Санту (мезорегіон)
Південь штату Еспіриту-Санту (порт. Mesorregião Sul Espírito-Santense) — адміністративно-статистичний мезорегіон в Бразилії, входить в штат Еспіриту-Санту. Населення становить 613 096 чоловік на 2024 рік. Займає площу 8843,297 км². Густота населення — 69,3 чол./км².

## Склад мезорегіону
В мезорегіон входять наступні мікрорегіони:
1. Алегрі
2. Кашуейру-ду-Ітапемірін
3. Ітапемірін